# Nenad Cambi
Nenad Cambi (Split, 21. veljače 1937. godine), hrvatski arheolog, redovni član HAZU.

## Životopis
Rođen je u Splitu gdje je završio osnovnu školu i Klasičnu gimnaziju. Diplomirao je arheologiju na Filozofskom fakultetu u Zagrebu. Na istom je fakultetu magistrirao i doktorirao.
Radio je kao kustos Arheološkog muzeja u Splitu. Od 1976. godine je honorarni docent, a od 1982. godine profesor na Filozofskom fakultetu u Zadru (redovni profesor od 1986.).  
Član je više domaćih i inozemnih institucija (Hrvatskog arheološkog društva, Centra za balkanološka ispitivanja AZU Republike BiH, dopisni član Pontificia Commissione di Archeologia Sacra (Vatikan), član suradnik HAZU (Zagreb) i dr.).
Predavao je na sveučilištima u Marburg, Rimu, Bordeauxu i Ljubljani.
Bavi se klasičnom skulpturom i starokršćanskom arheologijom. Voditelj je brojnih arheoloških istraživanja u Saloni, na Visu, Naroni i drugdje.
Najvažnije podmorska istraživanja provodio u uvalama Vela Svitnja i Spinut u Splitu.
Napisao 13 knjiga i oko 300 znanstvenih i stručnih radova, osim toga brojne recenzije i enciklopedijske jedinice u domaćim i svjetskim enciklopedijama te novinski članci.

## Nagrade
- godišnju nagradu grada Splita za kulturu 1980.
- godišnja nagradu grada Splita za znanost 1994.
- godišnja nagrade za znanost lista Slobodna Dalmacija za godine 1988. i 2002.
- godišnja nagrada Matice hrvatske za godinu 2002.
- nagrada Vicko Andrić, 2013., za životno djelo za izvanredna postignuća u području zaštite kulturne baštine u Hrvatskoj[2]